# Manuel Penella Moreno
Manuel Penella Moreno (València, 31 de juliol de 1880 - Cuernavaca, estat de Morelos, 24 de gener de 1939) fou un compositor valencià.

## Biografia
Estudià música amb son pare, Manuel Penella Raga, mestre d'escola, compositor i director de cor molt reconegut en l'ambient musical valencià, i més tard composició amb Salvador Giner i Vidal. L'any 1893 oferí la seua primera actuació com a violinista al Conservatori de València. La seua primera intenció fou convertir-se en intèrpret de violí, però a causa d'un accident que li inutilitzà la mà esquerra hagué d'abandonar l'instrument i enfocar-se en la composició. Després de graduar-se, treballà durant un temps com a organista en l'església de Sant Nicolau de València, però prompte optà per dedicar-se al teatre. Aquell mateix any, estrenà la seua primera obra El queso de bola, un sainet líric en un acte, al Teatre Apol·lo de València.
Passà una gran part de la seua vida viatjant amb companyies d'òpera i sarsuela per tots els països d'Amèrica. El seu primer viatge començà el 1898, embarcant-se com a director d'orquestra d'una companyia de sarsuela. Aquest primer pas per Amèrica fou el d'un vertader aventurer; a banda de dirigir diverses companyies d'òpera i sarsuela, treballà com a músic militar (a Quito va guanyar una plaça de director de la banda d'Artilleria núm. 2), sastre, cambrer, torero, pintor, pallasso, mariner... A Xile pintà, feu la decoració de l'església de Taltal i es casà amb la xilena Emma Silva Pérez.
El 1903 tornà a Espanya, on començà una intensa activitat com a compositor de gran èxit. No solament compon sarsuela d'estil convencional, sinó que de vegades es decanta pel musical o revista. La revista fou anomenada per la crítica el «género ínfimo» ('gènere ínfim'), en contraposició al «género chico» ('gènere petit'), com una manera de fer palesa la «degeneració» de l'ambició artística, tant musical com literària, que suposava descendir un esglaó més cap a un tipus d'espectacle sovint populatxer i de gust dubtós. Penella denomina les seues obres amb qualificacions diverses, que en mostren el caràcter popular i festiu: «humorada lírica en un acte», «idil·li en un acte», «aventura en un acte», «exposició», «xirigota», «astracanada», «espanyolada»... Justament l'èxit més gran d'aquest període serà Las musas latinas, revista en un acte estrenada al Teatre Apol·lo de València l'any 1912.
De nou, el 1912, Penella inicià una gira per Argentina, on recollí nombrosos èxits i visqué com un artista de fama. A l'Argentina tornà l'any 1913, i després s'instal·là a Espanya fins al 1919, on continuà la seua carrera d'èxit amb l'estrena de nombrosos espectacles. El 1916 estrenà una de les obres que li proporcionà més èxit, l'òpera El gato montés, al Teatre Principal de València. L'estrena fou a benefici de la construcció del monument del seu mestre, Salvador Giner i Vidal, a València. D'aquesta òpera, amb llibret del mateix compositor, n'ha quedat com a fragment d'una popularitat indiscutible el seu pasdoble. En la següent gira americana, que Penella emprengué el 1919, tingué ocasió de representar El gato montés al Park Theater de Nova York durant deu setmanes consecutives, amb un gran èxit.
Una altra fita de la seua carrera la constiueix l'òpera de cambra Don Gil de Alcalá, estrenada al Teatre Novedades de Barcelona l'any 1932. En aquesta obra, també amb llibret propi, assaja un gènere entre l'òpera del classicisme i la sarsuela convencional, amb el risc afegit d'utilitzar una orquestra constituïda només per instruments de corda. Tot i el risc, l'obra es convertirà en una de les seues creacions més populars.
L'any 1937 tornà a formar una companyia pròpia a València, i s'embarcà de nou cap a Amèrica. A Mèxic presentà amb un èxit clamorós Don Gil de Alcalá, l'acció de la qual transcorre a Mèxic, la qual cosa sens dubte serví per a una connexió més gran amb el públic. Morí l'any 1939 a Cuernavaca, quan anava a revisar la música de la pel·lícula El capitan aventurero, adaptació de Don Gil de Alcalá protagonitzada pel tenor mexicà José Mojica. Està soterrat a Ciutat de Mèxic.
Compongué més de 80 obres escèniques —entre òperes, sarsueles, revistes i comèdies musicals— i també escriví nombroses cançons, les més conegudes de les quals són sens dubte En tierra extraña —on inclou un homenatge musical al ja famós pasdoble Suspiros de España d'Antonio Álvarez Alonso— i La Maredeueta, ambdues popularitzades per Concha Piquer. També escriví obres de teatre; justament la cèlebre actriu María Guerrero morí poc abans d'estrenar el drama de Penella Mare Nostrum (1928).

## Anecdotari
- Les actrius Emma Penella, Terele Pávez i Elisa Montés (germanes, encara que amb cognoms artístics diferents) són netes de Manuel Penella. El cognom d'Elisa és evidentment un homenatge a l'òpera (i pasdoble) més popular del seu avi.

## Obres (llista no exhaustiva)

### Obres líriques[calcitació]

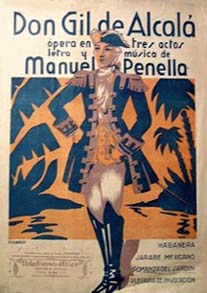
Don Gil de Alcalá (opera, 1932).

La seva obra lírica conté les obres següents:
- 1893 El queso de bola, sainet líric, València.
- 1906 Las niñas alegres, entremès líric, Barcelona.
- 1907 Amor ciego, sarsuela.
- 1907 El dinero, sainet líric, llibret del compositor, Barcelona.
- 1907 El dia de reyes "apropósito" en un acte.
- 1908 El padre cura, entremés líric, València.
- 1908 La perra chica, paròdia de La Patria chica de Ruperto Chapí, Barcelona.
- 1908 El arrojado, astracanada.
- 1908 Sal de espuma, sarsuela en un acte, Barcelona.
- 1908 La tentación, humorada lírica.
- 1909 Corpus Christi, drama líric en un acte.
- 1909 Las gafas negras, sainet líric en un acte.
- 1909 La noche de las flores, idil·li en un acte.
- 1909 Entre chumberas, sarsuela en un acte, Saragossa.
- 1910 La niña mimada, opereta en tres actes.
- 1910 Los vencedores, sarsuela en un acte.
- 1910 Gracia y justicia, "exposició" en un acte.
- 1910 Las romanas caprichosas, opereta en un acte.
- 1910 La reina de las tintas, humorada en un acte.
- 1911 Huelga de señoras, xirigota en un acte.
- 1911 La niña de los besos, opereta en un acte.
- 1911 El ciego del barrio, sainet líric en un acte.
- 1911 El viaje de la vida, opereta en un acte.
- 1911 El género alegre, humorada lírica en un acte.
- 1911 La novela de ahora, aventura en un acte.
- 1912 Los pocos años, sainet líric en un acte.
- 1912 Las musas latinas, revista en un acte, València.
- 1914 Galope de amor, opereta en un acte.
- 1914 La muñeca del amor, capritx en tres actes.
- 1914 La isla de los placeres, astracanada en un acte.
- 1914 La España de pandereta, espanyolada en un acte.
- 1916 El gato montés, òpera en tres actes, València, Teatre Principal.
- 1917 La última españolada, revista en un acte, llibret del compositor.
- 1917 El amor de los amores, revista en un acte, llibret del compositor.
- 1917 La cara del ministro, sarsuela en un acte composta en col·laboració amb el mestre Enrique Estela.
- 1918 Frivolina, opereta en tres actes.
- 1918 El teniente Florisel, vaudeville en tres actes.
- 1918 Bohemia dorada sarsuela en tres actes.
- 1925 El paraiso perdido, quadre en un acte.
- 1926 La última carcelera, sarsuela en dos actes.
- 1927 El milagro de San Cornelio, conte en un acte
- 1927 El espejo de las doncellas, passa-temps en un acte.
- 1927 Entrar por uvas o Feliz año nuevo, joguet líric en un acte.
- 1928 Ris-Ras, humorada en un acte.
- 1930 Los pirandones, sarsuela en un acte.
- 1930 La reina jamón, sarsuela en dos actes.
- 1930 Me caso en la mar, sarsuela en dos actes.
- 1930 La pandilla.
- 1931 Ku-Kus-Klan, revista en dos actes.
- 1931 ¡Viva la República!, revista en dos actes, llibret del compositor.
- 1931 Don Amancio el Generoso, sarsuela en tres actes, Madrid.
- 1931 El huevo de Colón, sainet-revista en dos actes.
- 1932 Jazz Band, revista en dos actes, Barcelona.
- 1932 Don Gil de Alcalá, òpera buffa en tres actes, Barcelona, Teatre Novedades.
- 1933 El hermano lobo, sarsuela en tres actes, Barcelona.
- 1934 Tana Fedorova, sarsuela en tres actes, Barcelona.
- 1935 La malquerida, sarsuela en tres actes, llibret de l'autor sobre l'obra de Jacinto Benavente, Barcelona, Teatre Victòria (12 d'abril).[1]